# Wilhelm Norsander
Wilhelm Fredrik Norsander, född 13 juni 1907 i Göteborg, död där 23 juli 1987, var en svensk ingenjör. 
Norsander, som var son till Carl Norsander och Alma Gren, utexaminerades från Chalmers tekniska institut 1931. Han var anställd vid gatu- och vägförvaltningen i Göteborg 1931–1933, vid vägingenjörskontoret i Jönköping 1934–1936, blev biträdande stadsingenjör vid stadsingenjörskontoret i Jönköpings stad 1936 och var stadsingenjör där från 1948.